# Jeannette Landré
Jeannette Landré is een Nederlands fluitiste.
Landré studeerde aanvankelijk muziektherapie voordat ze aan het conservatorium ging studeren. Na haar afstuderen was ze eerst als piccolist verbonden aan het Residentie Orkest in Den Haag. Daarna werd ze eerste fluitiste van het Radio Symfonie Orkest, dat opging in de Radio Kamer Filharmonie.
Ook is Landré actief in de kamermuziek. Ze maakte deel uit van het Reicha blaaskwintet. Verder speelt ze in de Holland Wind Players, het Asko Ensemble en het Nederlands Blazers Ensemble.